# Pegusa
Pegusa is een geslacht van straalvinnige vissen uit de familie van eigenlijke tongen (Soleidae). Het geslacht is voor het eerst wetenschappelijk beschreven in 1862 door Günther.

## Soorten
- Pegusa cadenati Chabanaud, 1954
- Pegusa impar (Bennett, 1831)
- Pegusa lascaris (Risso, 1810) – Franse tong
- Pegusa nasuta (Pallas, 1814)
- Pegusa triophthalma (Bleeker, 1863)